# دیتمار شوارتس
دیتمار شوارتس (آلمانی: Dietmar Schwarz; ۳۰ ژوئیهٔ ۱۹۴۷) قایقران روئینگ اهل آلمان شرقی بود.
وی در مسابقات کشوری و بین‌المللی در مجموع برندهٔ ۱ مدال برنز شده‌است.